# غيانة (حريملاء)
غيانة هي قرية من فئة (ب) تقع في محافظة حريملاء، والتابعة لمنطقة الرياض في السعودية. وتبعد غيانة عن محافظة حريملاء بمسافة تقارب (15) كم.